# FX Comedy
FX Comedy – kanał telewizyjny należący do Fox International Channels, nadający filmy i seriale komediowe. Stacja rozpoczęła emisję 16 stycznia 2015 roku w miejscu FOX Life. Hasło kanału to Najśmieszniej! 7 listopada 2023 r. zastąpiła miejsce Fox Comedy.

## Oferta programowa

### Seriale
Aktualnie w emisji:
- Co robimy w ukryciu
- Diabli nadali
- Duchy
- Gotowe na wszystko
- Jak poznałem waszą matkę
- Jaś Fasola
- On, ona i dzieciaki
- Resident Alien
- Sposób użycia
- Współczesna rodzina

Dawniej:
- Agenci paranormalni
- Biuro (amerykański serial telewizyjny)
- Brooklyn 9-9
- Czarno to widzę
- Cioteczka Mick
- Community
- Cougar Town: Miasto kocic
- Dorastająca nadzieja
- Glee
- Hela w opałach
- Hoży doktorzy
- Jak się robi historię
- Jess i chłopaki
- Jim wie lepiej
- Kochany bajzel
- Królowe krzyku
- Magnum: Detektyw z Hawajów
- M*A*S*H
- Muppety
- Mieszkając w samochodzie
- Nie ma lekko
- Nie ma mowy
- Nie zadzieraj z zołzą spod 23
- Paramedycy
- Prawomocny
- Orville
- Ostatni prawdziwy mężczyzna
- Rodzice nie do pary
- Rozmowy w korku
- Różowe lata siedemdziesiąte
- Scenki z życia
- Starszaki
- Stumptown
- Świat według Mindy
- Tata ma plan
- Technicy-magicy
- To tylko seks
- Trawka
- Trzecia planeta od Słońca
- Wirtualna liga
- Will i Grace
- Wszyscy kochają Raymonda
- Zoey 101
- Żona na pokaz
- Życiowy nieporadnik Coopera Barretta

### Seriale animowane
Aktualnie w emisji:
- Family Guy: Głowa rodziny
- Futurama
- Simpsonowie

Dawniej:
- Bez nadzoru
- Bob’s Burgers
- Shin-chan
- Spoza układu
- Syn Zorna
- The Cleveland Show